# Losenried
Losenried ist ein Gemeindeteil der Gemeinde Walderbach im Oberpfälzer Landkreis Cham.

## Lage
Der Weiler Losenried liegt knapp 3,5 km nördlich von Walderbach und der Bundesstraße 12 zwischen Walderbach und Neubäu am See im Norden. Der Luderbach und der Hauserbach umfließen den Ort. 

## Geschichte
Losenried gehörte bis zur Gebietsreform in Bayern am 1. Juni 1971 mit Amesberg, Haslhof und Hub zur damals selbstständigen Gemeinde Haus und wurde zusammen mit Haus nach Walderbach eingemeindet. 
1987 hatte der Ort 30 Einwohner.

## Persönlichkeiten

### Söhne und Töchter der Stadt
- Wolfgang Riepl (1864–1938), Journalist und Chefredakteur. Nach ihm ist das Rieplsche Gesetz benannt.